# Mikosze-Osada
Mikosze-Osada ist ein kleiner Ort in der polnischen Woiwodschaft Ermland-Masuren, der zur Gmina Orzysz (Stadt- und Landgemeinde Arys) im Powiat Piski (Kreis Johannisburg) gehört.
Mikosze-Osada liegt in der östlichen Woiwodschaft Ermland-Masuren, 23 Kilometer nördlich der Kreisstadt Pisz (deutsch Johannisburg).
Über die Geschichte des Ortes liegen keine Belege vor. So ist eine über den Ortsnamen hinausgehende geschichtliche Verbindung zum Nachbarort Mikosze (Mykossen, 1938 bis 1945 Arenswalde) nicht erkennbar.
Mikosze-Osada ist geprägt von der dort ansässigen Państwowe gospodarstwo rolne (PGR), einem staatlichen landwirtschaftlichen Betrieb. Seine Bedeutung wird dadurch erkennbar, dass der Ort Sitz eines eigenen Schulzenamtes (polnisch Sołectwo) ist und somit eine Ortschaft innerhalb der Stadt- und Landgemeinde Orzysz im Powiat Piski in der Woiwodschaft Ermland-Masuren.
Kirchlich gehört Mikosze-Osada zur römisch-katholischen Kirche in Orzysz sowie zur evangelischen Kirche in Pisz.
Mikosze-Osada ist von der polnischen Landesstraße 16 aus von Mikosze und auch von Grzegorze (Gregersdorf) aus – allerdings nur auf Landwegen – zu erreichen. Eine Bahnanbindung besteht nicht.